# Aksubayevsky (huyện)
Huyện Aksubayevsky (tiếng Nga: ? райо́н) là một huyện hành chính tự quản (raion), của Tatarstan, Nga. Huyện có diện tích 1446 km². Trung tâm của huyện đóng ở Aksubaevo.